# عبدالله الحمر
عبدالله الحمر (عربی: عبدالله نوح بلال الحمر؛ زادهٔ ۱۸ ژوئن ۱۹۹۲) بازیکن فوتبال اهل عمان است.
از باشگاه‌هایی که در آن بازی کرده‌است می‌توان به باشگاه ورزشی النصر اشاره کرد.
وی همچنین در تیم ملی فوتبال عمان بازی کرده‌است.